# Skyland – Az új világ
A Skyland – Az új világ (eredeti cím: Skyland) francia–kanadai–luxemburgi televíziós 3D-s számítógépes animációs sorozat, amelyet Emmanuel Gorinstein, Alexandre de La Patellière és Mathieu Delaporte alkotott. A forgatókönyvet Denis McGrath írta, a zenéjét Paul Intson szerezte. Franciaországban a France 2 vetítette, Kanadában a Teletoon sugározta, Magyarországon pedig a Megamax adta.
A teljes animációs tévéfilmsorozat megjelent Magyarországon egy 6 lemezes DVD sorozat formájában, a Mirax forgalmazásában, 2008-ban, francia, angol és magyar szinkronnal.

## Cselekmény
A történet a 23. században játszódik. A Föld milliónyi lebegő szilánkra zúzódott szét, amelyek egy központi mag körül lebegnek, gyakran összeütközve. Ennek az új világnak Skyland – Égfölde – a neve. Az óceánok vize a Föld szétesésekor szétoszlott az űrben, így a víz vált a világ legfontosabb természeti erőforrásává. A régi államok megszűntek, a világot a Szféra, egy elnyomó hatalom igyekszik kormányozni.
Ebben az új világban az emberi faj egy újabb fejlődési foka jelent meg, a szejdzsinek (Seijin), akik a Nap erejét felhasználva 
képesek a telepátiára, tárgyakat mozgatni, elméjük kivetítésére és az energia irányítására.
A Szféra uralmát a vízkészlet ellenőrzése adja, de a szejdzsinek erejét is igyekszik uralma alá hajtani. A Szférát szolgáló szejdzsinek a Guardianok: a Szféra összegyűjti az ígéretes tehetséggel rendelkező gyerekeket és Guardiant nevel belőlük; közülük csak néhánynak sikerül megszöknie, és ilyen szökevény szejdzsin Mila is, a főhősök édesanyja.
A Szféra hatalma nem teljes, még léteznek független szilánkok és létezik a kalózok felkelése. Mila békében éldegél gyermekeivel, Mahaddal és Lenával a Babylon nevű szilánkon, mikor a Szféra elrabolja őt, a gyerekeket pedig megmenti Cortes, a Saint Nazaire hajó kapitánya, a felkelők vezére. Lena még csak most kezdi tanulni, hogyan használja fel szejdzsin képességeit. A gyerekek csatlakoznak a felkeléshez, céljuk édesanyjuk kiszabadítása és a Szféra hatalmának megdöntése.

## Szereplők
- Lena – Ifjú szejdzsin, Mahad testvére és Mila lánya. A prófécia szerint Lena a fény asszonya, aki egyesíti a Földet. Lena a legerősebb szejdzsin, még Oslonál és Milánál is erősebb, de még csak gyerek, ezért még gyakorolnia kell.
- Mahad – Lena testvére és Mila fia. Igen jó pilóta, bár kicsit makacs és önfejű, és képtelen engedelmeskedni bárkinek. Mikor csatlakoztak Vectorékhoz, rögtön beleszeretett a Saint Nazaire egyik pilótájába, Dahliába, bár szerinte ez éppen fordítva történt. Van egy bumerángja, amely komoly fegyver, képes a Brig robotokat is lefejezni – ennek gyakran jó hasznát veszi.
- Mila – Mahad és Lena anyja, szejdzsin; elszökött a Guardian akadémiáról és csatlakozott a kalózokhoz, ahol megismerte Marcus Farellt. A legelső részben Oslo elrabolja és bezárja őt a Kharzem-be, a Szféra titkos börtönébe.
- Marcus Farrell – A Kalózfelkelés korábbi vezére. Mahad és Lena apja, Mila társa. Mila megmentette őt egy akció során a múltban, és együtt szöktek meg a Szféra elől, miután elmesélte Milának a Szféra igazi természetét. Egy Szféra-támadás során titokzatosan eltűnt, zűrzavart okozva ezzel a kalózok között. Később Mahad és Lena felfedeznek egy üzenetet, amely szerint lehet, hogy nem halt meg, és az utolsó szabad szilánkok egyikén rejtőzik („A vörös szikla népe”).
- Oslo – Az egyik legerősebb szejdzsin, a Szféra vezetője; átalakította a testét, hogy napfény nélkül is tudja használni erejét.
- Diwan – Oslo egyik csatlósa, nagyon erős szejdzsin erővel rendelkező nő, de ereje Oslóénál kisebb. Kopasz, csak egy vörös minta van a bal szemöldöke fölött. Oslo Lena elfogásával bízza meg. a legelső epizód óta utálja Lenát és Mahadot
- Aran Cortes – A Saint Nazaire kapitánya, Puerto Angel védelmezője. Ismerte Lena és Mahad apját, halk szavú, de ha baj van, kapitányként is megállja a helyét, mivel ő a kapitány. Titkol valamit Lénáék elől.
- Vector – A Saint Nazaire tudósa. Mila a gyerekeit hozzá küldi, hogy biztonságban legyenek a Szférától. Kicsit szeleburdi, de nagyon szereti Lénáékat.
- Cheng – A Saint Nazaire-en a legfiatalabb – 12 éves –, de a legokosabb is, elektronikai és komputerzseni, hacker. A rokonai meghaltak, kivéve nagyapját, Tybald Yee-t, aki a Szférának dolgozó tudós; vele egyszer találkozik (a „Kötelékek” epizódban).
- Dahlia – A Saint Nazaire egyik pilótája, a kalózok megbecsült harcosa. Mahad szerelmes belé, viszont Dalia ezt nem nagyon viszonozza, bár vonzza Mahad fiatalos, lázadó szelleme, ám ellentmondásos érzelmeket táplál arroganciájával szemben. Kedvenc fegyvere egy elektromos íj, amit az első évad negyedik epizódjában láthatunk először. „A vihar szeme” részben majdnem megcsókolja Mahadot, de Lena megmenti őket, így ez nem sikerül.
- Wayan – A Saint Nazaire egyik (rangidős) pilótája, Cortez első hadnagya. Elsőrangú pilóta, lövész, harcos és jó parancsnok. Cortezt soha sem hagyja cserben. A magánéletében nem annyira szerencsés, bár igen jó mesélő és tréfamester.

## Epizódok

### 1. évad (2005-2006)
1. Egy új nap hajnala 1. rész (Dawn of a New Day – Part One)
2. Egy új nap hajnala 2. rész (Dawn of a New Day – Part Two)
3. A nagy fal (The Great Wall)
4. Mogura (Mogura)
5. A dühödt szigetvilág (Raging Archipelago)
6. A vihar szeme (Eye of the Storm)
7. Zendülés (Mutiny)
8. Mesterkedések (Manipulations)
9. Pünkösdi királyság (King for a Day)
10. A vörös szikla népe (Red Rock People)
11. Kötelékek (Blood Ties)
12. Élet Puerto Angel-ben (Life in Puerto Angel)
13. Babilónia (Babylonia)

### 2. évad (2007)
1. A múlt árnyai (Shadows of the Past)
2. Az aréna szíve (Heart of the Arena)
3. A szélördögök (Wind Devils)
4. Cortes titka (Cortes' Secret)
5. A gyerekkirály szigete (Island of the Child King)
6. Alice (Alice)
7. Titkos erő (Secret Power)
8. Világok könyve (Book of Worlds)
9. Temuera titka (The Secret of Temuera)
10. Kék ég (Blue Sky)
11. Beszivárgás (Infiltration)
12. Kharzem erődítménye 1. rész (Kharzem Fortress – Part One)
13. Kharzem erődítménye 2. rész (Kharzem Fortress – Part Two)